# Cụm Loại Ta
Cụm Loại Ta là một tập hợp các thực thể địa lý nằm ở phía nam của cụm Thị Tứ và phía bắc của cụm Nam Yết thuộc quần đảo Trường Sa.
Cụm này có hai đảo lớn là Loại Ta (Loaita Island) và Bến Lạc (West York Island). Đảo Loại Ta là trung tâm của bãi san hô Loại Ta (tiếng Anh: Loaita Bank; tiếng Trung: 道明群礁; Hán-Việt: Đạo Minh quần tiêu) theo cách gọi của tài liệu hàng hải quốc tế. Về hai phía đông và tây của đảo này là các cồn cát và rạn san hô bao gồm: đá An Nhơn (Lankiam Cay), bãi An Nhơn Bắc (Kugui Reefs), đá An Nhơn Nam, đá Sa Huỳnh, bãi Loại Ta Nam (Loaita Nan), đảo Loại Ta Tây (Loaita Cay). Về phía đông bắc của bãi san hô Loại Ta là một rạn đá ngầm lớn có tên là bãi Đường; tại đầu mút phía bắc của bãi này là một rạn đá ngầm với tên gọi đá An Lão (Menzies Reef). Trong khi đó, đảo Bến Lạc (đứng thứ ba về diện tích tự nhiên trong quần đảo Trường Sa), đá Tân Châu và đá Cá Nhám (Irving Reef) lại nằm tách biệt hẳn về phía đông của các thực thể trên.

## Lịch sử

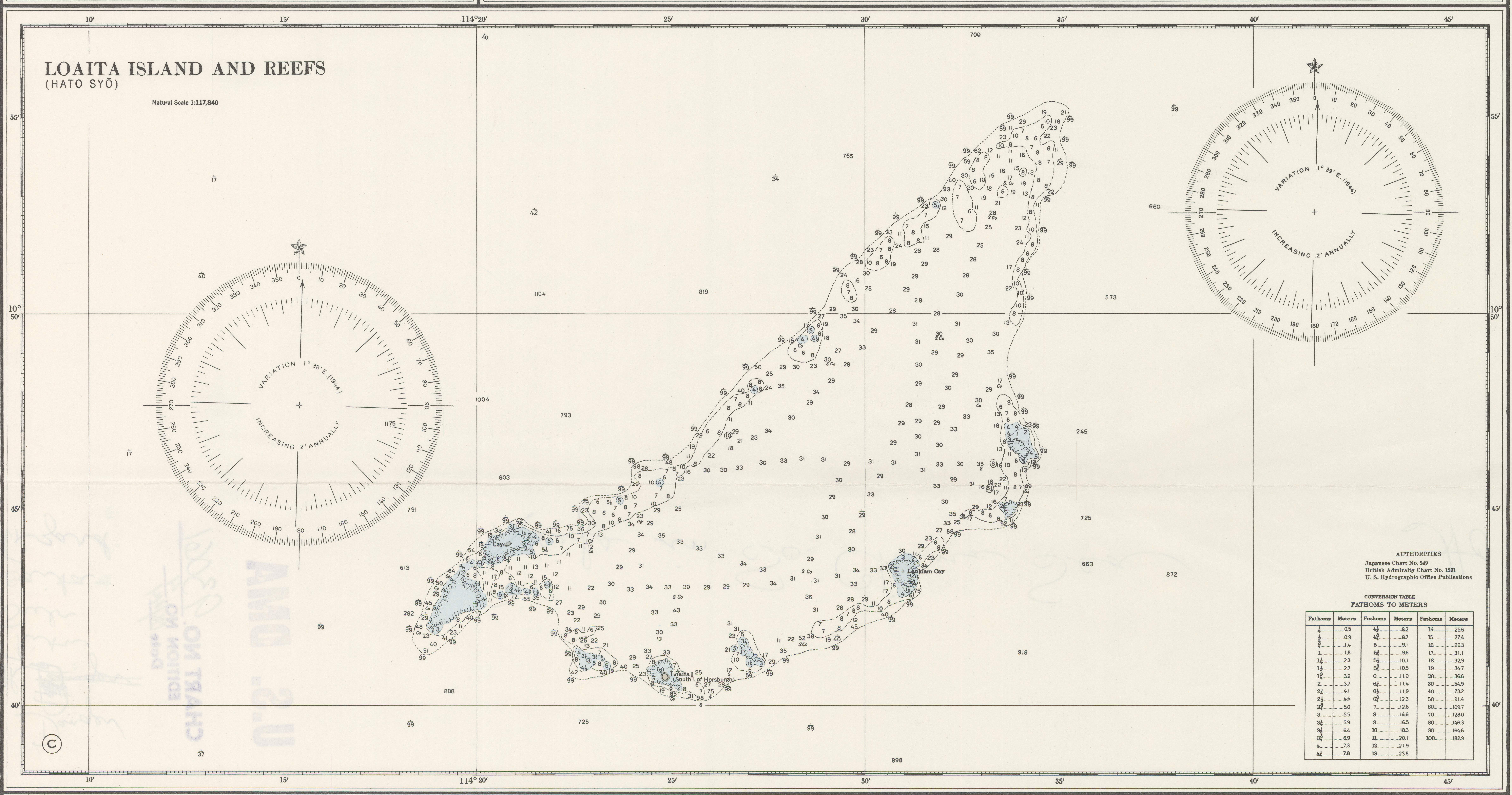
Bản đồ Cụm Loại Ta (Quần đảo Trường Sa), đo đạc và vẽ năm 1911

Ngày 21 tháng 12 năm 1933, Thống đốc Nam Kỳ Jean-Félix Krautheimer ký Nghị định số 4702-CP sáp nhập một số đảo chính - trong đó có cụm Loại Ta - và các thực thể địa lý khác trong quần đảo Trường Sa vào địa phận tỉnh Bà Rịa.
Đầu thập niên 1960, một số tàu của Hải quân Việt Nam Cộng hòa có đôi lần ghé thăm đảo Loại Ta. Năm 1961, tàu HQ-02 Vạn Kiếp và HQ-06 Vân Đồn viếng thăm đảo. Năm 1963, ba tàu gồm HQ-404 Hương Giang, HQ-01 Chi Lăng và HQ-09 Kỳ Hòa đi thăm và xây dựng lại một cách có hệ thống các bia chủ quyền trên một số đảo thuộc Trường Sa; ngày 22 tháng 5, họ dựng bia trên đảo Loại Ta.
Năm 1970, Tổng thống Philippines Ferdinand Marcos ra lệnh cho quân đội bí mật chiếm bảy đảo của Trường Sa, trong đó các đảo thuộc cụm Loại Ta.

## Hình ảnh
| đá An Nhơn Bắc đá An Nhơn đá An Nhơn Nam đá Sa Huỳnh đảo Loại Ta đảo Loại Ta Tây bãi Loại Ta Nam đá An Lão bãi Đường đảo Bến Lạc đá Cá Nhám đá Tân Châu Các thực thể địa lý thuộc Cụm Loại Ta (nguồn ảnh: NASA). |